# 汽车燃油经济性

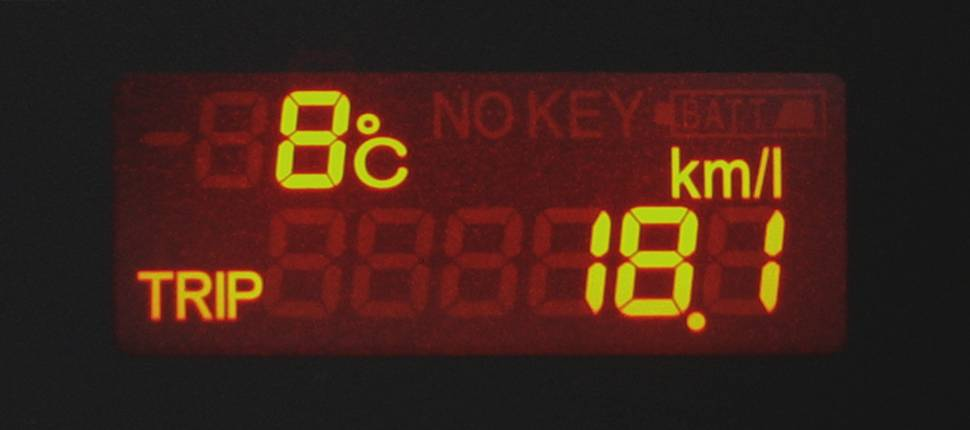
2006 Honda車款上的燃油经济性量表

汽车燃油经济性（Fuel economy in automobiles，油耗）是汽车在保证动力性的基础上，以尽可能少的燃油消耗行驶的能力。日語習稱燃費，即燃料消費之意，指機動車輛使用單位容量燃料（汽油、輕油等）可行走的距離，也可以說是一定距離下耗費多少燃料才能完成的一項指標。其數值會因為使用的燃料、胎壓、路面状況、引擎油種類、承載重量、行駛方式等產生變化。
燃油经济性通常用一定运行工况下汽车行驶百公里的燃油消耗量或一定燃油量使汽车行驶的里程来衡量。

## 測定及表示方法
日本在平地使用一定速度行駛時的「定地行駛燃費」與考慮到實際於道路行駛時會有前進、停止、怠速等狀況的「模式行駛燃費」兩種。其中機車可分為二種：30km/h（125cc以下機車）與60km/h（400cc以下機車）的定地油耗，汽車則使用10・15油耗模式。
日本的模式行駛燃費曾經使用以東京都的甲州街道內進行行駛情況作為條件的「10模式燃費」，但現在是使用加上在首都高速道路等都市高速道路進行行駛的「10・15模式燃費」。10・15模式因為加上了汽車専用道路行駛，其燃費値稍佳（一成左右）。
以上皆在測試場地與底盤測功機上，使用狀況良好的車輛與專業駕駛來進行測試，因此測得的目錄數據會是車輛的最高數據，會比一般駕駛在市區內行駛的數值還好。此外測定時期的氣溫、溼度、氣壓等偏差皆經過補正。
另外2011年4月開始，日本所有車輛的目錄中必須改成使用JC08模式來計算的燃費。

### 量度單位

每加侖燃料所行英里數（mpg）對上每100公里所需燃料公升量（L/100 km）的轉換圖表：藍色為美制加侖，紅色是英制加侖。

最常用來衡量車輛燃料使用的兩個方法是：
燃油消耗量每單位距離所用燃料總量；最常見的單位是行每100公里的公升量（L/100 km）。這種測法在歐洲、中國、加拿大、澳洲和紐西蘭地區使用。該值越低表示燃料消耗效率越好：你可以以更少的燃料行相同距離。
燃油经济性每單位燃料使用所行距離、最常見的單位是每加侖燃料所行英里數（mpg）或每公升燃料所行公里數（km/L）。這測法在英國、美國（mpg）、日本（km/L）使用。如果使用的單位是 mpg，那麼搞清楚他算的是哪個加侖是很重要的；可能是美制加侖或英制加侖。英制加侖大約比美制大20%。較高的 mpg 表示同樣的燃料可以行更遠的距離。

## 燃費表示的趨勢
- 定地燃費並沒有計算在駕駛時加速產生的燃料消費（部分負荷 = 部分油門状態），因此會比實際上行駛得到更好的数値。
  - 以車輛重量來看，搭載轉矩小的引擎時更加明顯。相較普通汽車在大最多到幾成的差別來說，輕型機車可以有數倍的差距。
  - 但是近年來有許多提高燃費的技術導入車輛上，定地燃費與實際燃費的差距已經有所縮短。
- 模式燃費値比定地燃費値更接近實際燃費値，但有人指出模式燃費値會根據測定模式的調整不同（引擎特性與變速時間點等設定不同）而有變動，有些車輛會出現不自然的極佳燃費值。另外，在測定模式為短距離行駛（車商推薦的省燃費駕駛方式）但實際上無法這樣駕駛的話，會出現比規格燃費差許多的情形。
- 「低燃費」指的是「低燃料消費率」的略稱，指的是單位距離內燃料消費量較少（＝燃費好）的意思。燃費数値低（＝燃費差）是不對的，這要特別注意。為防止誤用，有時會講成「省燃費」。
- 日本與美國等在表現燃費時使用「km/liter」與「mile/gallon」等單位燃料量可行走的距離來表示、而歐州各國則使用「liter/100km」這樣行走一定距離需使用的燃料量來表示。前者數値是「越大燃費越好」，而後者則是「越小燃費越好」。

## 燃費與速度
汽車駕駛學校的課本與綠色駕駛的介紹中，燃費最好的速度在一般道路上為時速40～50公里、高速道路則是80公里。針對日本設計生産的國産車其引擎轉矩特性、變速比(傳輸裝置、差速器的齒輪比、輪徑）、以及自排車時變速時機等皆經過調校以符合日本駕駛情形（根據排氣量不同其最佳速度區域也可能不同）。即使以上調整皆有施行，驅動系統沒針對日本進行調整的歐州車在一般道路、高速道路上皆在稍高的速度範圍時會有較好燃費的傾向。
這是因為日本採用的燃費測定法10・15模式燃費的行駛速度是市街區為20～40公里，郊外與汽車専用道路為50～70公里，與此相比歐州的燃費測定法ECE15在市街區速度是40～60公里，郊外與高速道路為90～120公里來進行量測。歐州各國的規範速度値皆比日本高、實際的交通速度也比較快。另外歐洲款的柴油車與汽油車相比，在更高速時有更好的燃費。
因此日本的汽車業者會根據國內款與歐款車根據測量方式與道路狀況進行調整，並變更設定。

## 市售車世界最低燃費

### 實際行駛
機車（環繞義大利1周低燃費行駛記錄）
- 搭載柴油引擎的機車Enfield＝Robin・D-R400D（66.7km/L）1995年發行，現在已停產）
- 搭載汽油引擎的機車本田・CG125（74.44km/L 2001年發行）

### 規格値
機車（時速30km/h的定地燃費）
- 搭載汽油引擎的機車本田・Cub（180km/L 1983年測得）

汽車（模式燃費）
- 搭載插電式油電複合動力的客車豐田・Prius PHV（109.9km/L，此為豐田・Prius PHV車款）

## 外部連結
- 中国汽车燃料消耗量网站
- U.S. Fuel Economy Label （页面存档备份，存于） (美國環境保護署).
- Australian Fuel Consumption Label （页面存档备份，存于）